# 川口駅

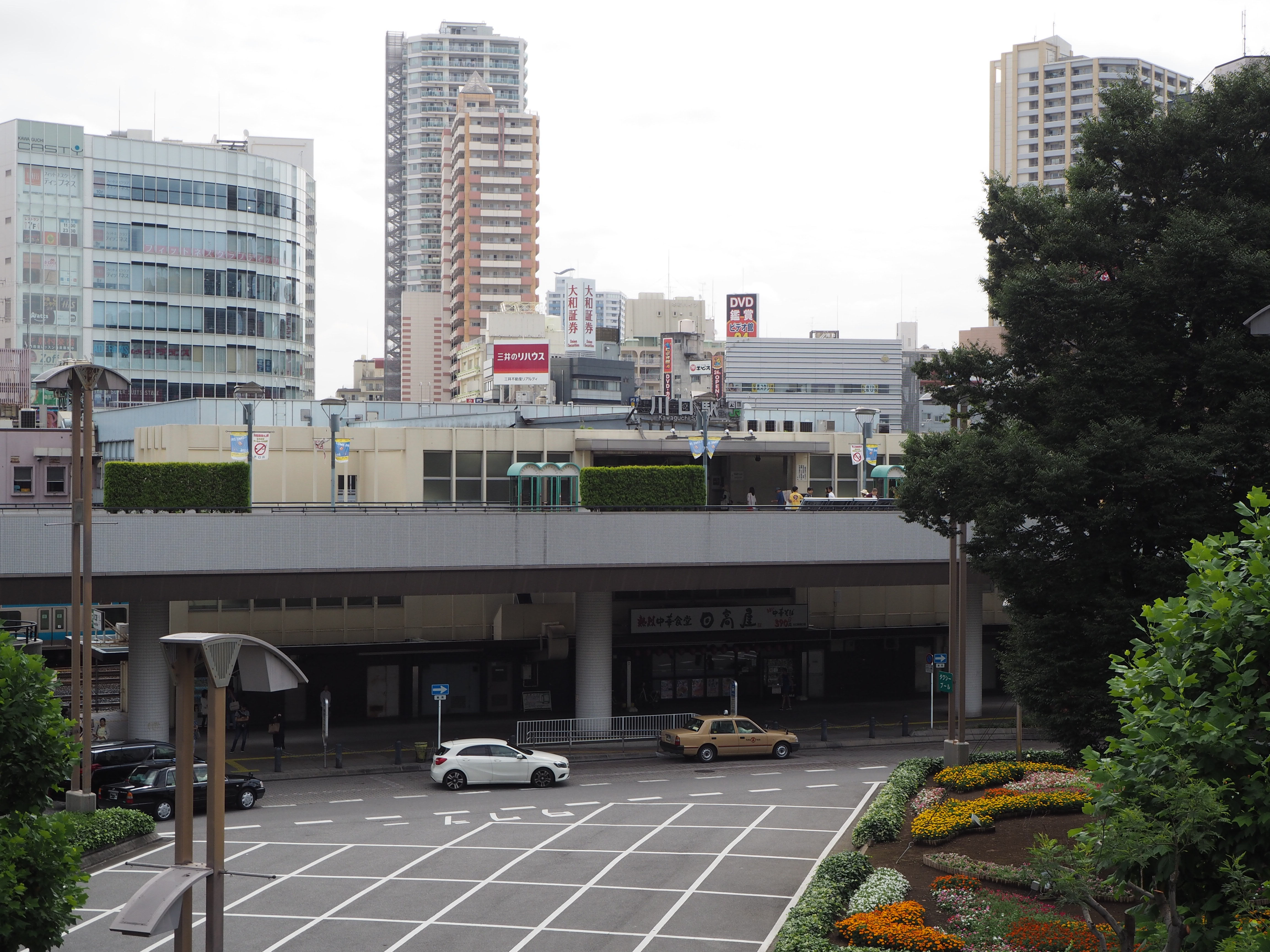
西口（2016年7月）

川口駅（かわぐちえき）は、埼玉県川口市栄町三丁目にある、東日本旅客鉄道（JR東日本）東北本線の駅である。駅番号はJK 39。

## 概要
乗り入れている路線は、線路名称上は東北本線であるが、当駅には電車線を走る京浜東北線電車のみが停車し、旅客案内では「東北（本）線」とは案内されていない。
東北本線における埼玉県内最南端の駅であり、当駅から栃木県の豊原駅まで大宮支社の管轄となる。そのため、赤羽駅と当駅の間にある荒川橋梁の埼玉県側端が大宮支社と首都圏本部との境界となっている。

## 歴史
- 1910年（明治43年）9月10日：川口町駅（かわぐちまちえき）として開業[3]。
- 1934年（昭和9年）2月15日：川口町の市制施行により川口駅（かわぐちえき）と改称[3]。この改称に先立って、改称14日前に同じ東北本線に属する川口駅が岩手川口駅（現・いわて銀河鉄道線）へ改称された。
- 1942年（昭和17年）2月28日：駅に停車していた長野行きの旅客列車に大宮行きの省電が追突。6人が死亡、11人が重軽傷[4]。
- 1946年（昭和21年）3月28日：昭和天皇の埼玉県行幸（昭和天皇の戦後巡幸）。鴻巣駅 - 川口駅間でお召し列車が運行[5]。
- 1973年（昭和48年）4月24日：首都圏国電暴動。川口駅では労働組合員による扇動行為も見られた[6]。
- 1985年（昭和60年）3月8日・3月9日：国際科学技術博覧会（科学万博）のPR列車「サイエンストレイン エキスポ号」の展示が駅構内で開催される。
- 1986年（昭和61年）11月1日：貨物および荷物扱い廃止[3]。
- 1987年（昭和62年）4月1日：国鉄分割民営化に伴い、東日本旅客鉄道（JR東日本）の駅となる[3]。
- 1992年（平成4年）5月30日：自動改札機を設置し、使用を開始する[7]。
- 2001年（平成13年）11月18日：ICカード「Suica」の利用が可能となる[報道 3]。
- 2006年（平成18年）：JR東日本大宮支社初の女性現場長（駅長）が当駅に就任する。
- 2013年（平成25年）11月10日 - 2014年（平成26年）1月10日：この期間、発車メロディを「川口市民歌」に変更[新聞 1]。
  - 2018年（平成30年）11月1日 - 11月30日：この期間、発車メロディを1番線は「川口市民歌」、2番線は「元気川口・御成道サンバ」に変更[報道 4]。
- 2019年（令和元年）6月15日：ホームドアの使用を開始[報道 5]。
- 2020年（令和2年）7月2日：改札外に駅ナカシェアオフィス「STATION BOOTH」を設置[報道 6]。
- 2021年（令和3年）3月6日：改札口、きっぷうりば（自動券売機）、みどりの窓口を統合[報道 2]。話せる指定席券売機を導入[報道 2][2]。みどりの窓口が臨時窓口化[2]。
- 2025年（令和7年）4月24日：JR東日本大宮支社と川口市が、「川口駅の上野東京ラインホーム及び自由通路等整備に関する基本協定」を締結[報道 7]。

## 駅構造
島式ホーム1面2線を有する地上駅で、橋上駅舎を有する。内部にはコンコースと自由通路がある。駅長配置の直営駅で、びゅうプラザ、指定席券売機（話せる指定席券売機を含む）、短距離自動券売機、自動改札機設置駅。話せる指定席券売機が設置されたことに伴い、みどりの窓口は繁忙期及び話せる指定席券売機では対応不可能な取扱いを行う際に限り臨時に開設される。
ホームはカーブしており、電車とホームの間が開いている箇所がある。また、東京方に向かって緩やかな上り勾配になっている。
1986年11月まで旅客ホームの東側に貨物ホームが存在していた。その後、貨物ホームは撤去され、南側部分が「キュポ・ラ」として再開発されたが、北側部分は駐車場や保守基地となっている。さらにそこから北側、西川口駅との間に存在するオーバークロス、川口新大橋架道橋は東北貨物線からこの貨物ホームへの連絡線の跡である。現在も川口新大橋架道橋は保守基地と東北貨物線との連絡線として利用されている。 川口新大橋架道橋と当駅の間には、かつて存在したサッポロビール埼玉工場の専用線もあり当駅の貨物ホームと線路でつながっていたが、貨物ホームと同時期に廃止となった。その後、工場も2003年に閉鎖、跡地は2006年に「リボンシティ」として再開発され、マンションや大型ショッピングセンター「アリオ川口」が建設された。
京浜東北線ホームのやや北側に東北旅客線（宇都宮線・高崎線）と東北貨物線との渡り線があり、頻度は少ないが工事列車などで使われることがある。近年では浦和駅の高架化工事に伴い上野発着の日中の一部列車が東北貨物線へ迂回運転するために使われた。昨今では、宇都宮・高崎線が川口 - 大宮間で不通になった場合に、上野方面発着の中距離電車が貨物線へ迂回する際に使用される。信号場と同様の扱いのため、通過する中・長距離列車の乗務員用時刻表には「川口」の駅名と通過時刻が記載されている。なお、線路配置の関係で、上り線で東北旅客線から東北貨物線に転線することは物理的にできない。

### のりば
| 番線 | 路線       | 行先                       |
| ---- | ---------- | -------------------------- |
| 1    | 京浜東北線 | 上野・東京・横浜・磯子方面 |
| 2    | 京浜東北線 | 浦和・大宮方面             |

（出典：JR東日本:駅構内図）

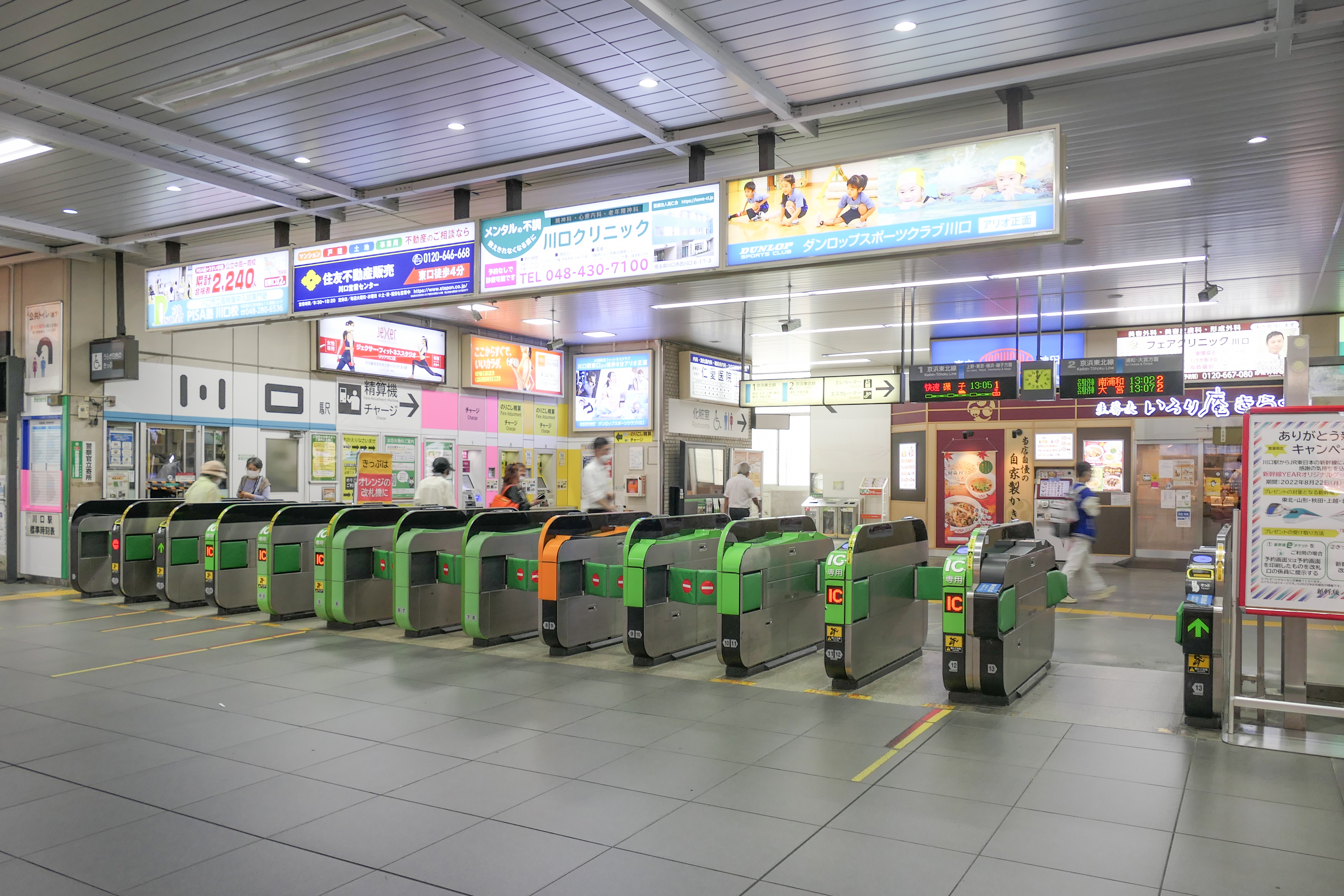
改札口（2022年9月）
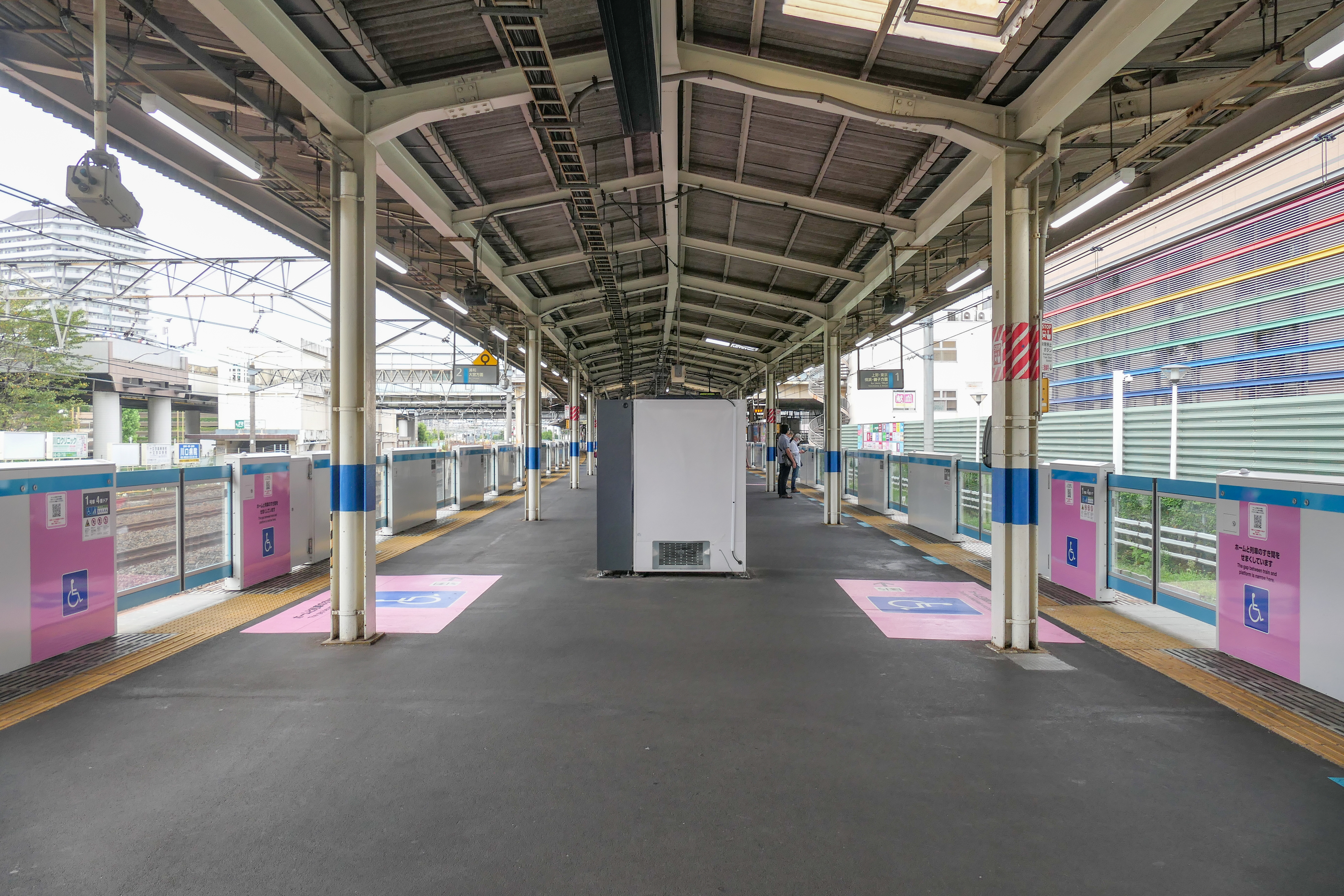
ホーム（2022年9月）

### 中距離電車用のホーム設置計画
中距離電車（上野東京ラインや湘南新宿ライン）の停車を求め、2016年2月12日には川口市長が当時の石井啓一国土交通大臣に「格段の配慮」を求める要望書を手渡したが、東京圏における今後の都市鉄道のあり方に関する小委員会での議論の結果『「東京圏の都市鉄道が目指すべき姿」を実現する上で意義のあるプロジェクト』へ採用されることはなかった。JR東日本側は「物理的・構造的には川口駅へのホーム設置は可能であるが、大宮駅以南の停車駅が多くなることや隣の赤羽駅に停車していることなどから、中距離電車としての速達性を考慮すると停車させることは困難」と述べている。それでも前向きな協議が始まったが、JR東日本側は、川口市側へ400億円の負担金要求を提示したため、結局議論は停滞していた。しかし、その後「JR川口駅周辺まちづくりビジョン策定検討会」を設立し、電車遅延時に乗客があふれていることなどが問題となっていることから、中距離電車の停車の実現に向けて本格的に取り組む協議を再開したことを明らかにしている。そして2024年2月8日、上野東京ラインが停車する見通しとなった。JR東日本が川口駅に上野東京ラインを停車させる代わりに、川口市が新駅舎やホームの建設費用を負担する方針を明らかにした。川口市議会への承認を経て関連議案の提出をし、2025年4月24日にJRと市が基本協定を結んでいる。川口駅に上野東京ラインが停車するのは、2037年以降になる見通しとなった。構想では、上野東京ラインのホーム設置に伴い、駅西口側の市有地を使用して線路を拡幅する。既存の歩行者用デッキを広げ、二つのホームの間に改札口を設置する。なお、東北貨物線を走行する湘南新宿ラインのホームは設置されず、今後も通過する。

## 利用状況
2023年度（令和5年度）の1日平均乗車人員は74,001人である。JR東日本管内では登戸駅に次ぐ第54位、埼玉県内のJRの駅では大宮駅、浦和駅に次ぐ第3位である。
1980年度（昭和55年度）以降の推移は下表のとおりである。年度全体の乗車人員を365（閏日が入る年度は366）で除して1日平均乗車人員を求めており、計算で生じた小数点以下の値は切り捨てているため、定期外と定期の和は必ずしも合計と一致しない。
| 年度               | 1日平均乗車人員 | 1日平均乗車人員 | 1日平均乗車人員 | 出典              |
| 年度               | 定期外          | 定期            | 合計            | 出典              |
| ------------------ | --------------- | --------------- | --------------- | ----------------- |
| 1980年（昭和55年） |                 | 40,232          | 60,141          |                   |
| 1981年（昭和56年） |                 | 40,566          | 60,354          |                   |
| 1982年（昭和57年） |                 | 48,558          | 60,698          |                   |
| 1983年（昭和58年） |                 | 40,417          | 60,376          |                   |
| 1984年（昭和59年） |                 | 40,430          | 60,397          |                   |
| 1985年（昭和60年） |                 | 41,543          | 61,852          |                   |
| 1986年（昭和61年） |                 | 41,453          | 61,055          |                   |
| 1987年（昭和62年） |                 | 39,532          | 59,319          |                   |
| 1988年（昭和63年） |                 | 45,432          | 65,886          |                   |
| 1989年（平成元年） |                 | 47,246          | 68,182          |                   |
| 1990年（平成02年） |                 | 48,327          | 70,134          |                   |
| 1991年（平成03年） |                 | 50,494          | 75,037          |                   |
| 1992年（平成04年） |                 | 52,135          | 77,142          |                   |
| 1993年（平成05年） |                 | 52,250          | 77,385          |                   |
| 1994年（平成06年） |                 | 52,635          | 77,143          |                   |
| 1995年（平成07年） |                 | 53,281          | 77,856          |                   |
| 1996年（平成08年） |                 | 53,847          | 78,839          |                   |
| 1997年（平成09年） |                 | 52,696          | 77,468          |                   |
| 1998年（平成10年） |                 | 51,796          | 76,936          |                   |
| 1999年（平成11年） |                 | 52,288          | 77,856          | [ 埼玉県統計 1 ]  |
| 2000年（平成12年） |                 | 52,851          | 78,675          | [ 埼玉県統計 2 ]  |
| 2001年（平成13年） |                 | 50,937          | 75,944          | [ 埼玉県統計 3 ]  |
| 2002年（平成14年） |                 | 50,184          | 75,328          | [ 埼玉県統計 4 ]  |
| 2003年（平成15年） |                 | 49,542          | 74,777          | [ 埼玉県統計 5 ]  |
| 2004年（平成16年） |                 | 49,633          | 74,577          | [ 埼玉県統計 6 ]  |
| 2005年（平成17年） |                 | 50,514          | 76,610          | [ 埼玉県統計 7 ]  |
| 2006年（平成18年） |                 | 52,132          | 78,874          | [ 埼玉県統計 8 ]  |
| 2007年（平成19年） |                 | 53,097          | 80,350          | [ 埼玉県統計 9 ]  |
| 2008年（平成20年） |                 | 53,374          | 80,152          | [ 埼玉県統計 10 ] |
| 2009年（平成21年） |                 | 53,097          | 79,457          | [ 埼玉県統計 11 ] |
| 2010年（平成22年） |                 | 52,976          | 78,759          | [ 埼玉県統計 12 ] |
| 2011年（平成23年） |                 | 52,495          | 78,175          | [ 埼玉県統計 13 ] |
| 2012年（平成24年） | 26,236          | 52,913          | 79,150          | [ 埼玉県統計 14 ] |
| 2013年（平成25年） | 26,499          | 53,911          | 80,410          | [ 埼玉県統計 15 ] |
| 2014年（平成26年） | 26,799          | 53,863          | 80,663          | [ 埼玉県統計 16 ] |
| 2015年（平成27年） | 27,393          | 54,931          | 82,325          | [ 埼玉県統計 17 ] |
| 2016年（平成28年） | 27,575          | 55,444          | 83,020          | [ 埼玉県統計 18 ] |
| 2017年（平成29年） | 27,955          | 56,276          | 84,231          | [ 埼玉県統計 19 ] |
| 2018年（平成30年） | 27,963          | 56,568          | 84,531          | [ 埼玉県統計 20 ] |
| 2019年（令和元年） | 27,244          | 56,953          | 84,197          | [ 埼玉県統計 21 ] |
| 2020年（令和02年） | 19,514          | 44,913          | 64,428          | [ 埼玉県統計 22 ] |
| 2021年（令和03年） | 22,795          | 44,123          | 66,919          |                   |
| 2022年（令和04年） | 25,791          | 45,562          | 71,354          |                   |
| 2023年（令和05年） | 27,052          | 46,949          | 74,001          |                   |

;備考
1. ↑  1985年9月30日に埼京線が開業。
2. ↑  2001年3月28日に埼玉高速鉄道線が開業。

## 駅周辺
川口市の中心駅であり、キュポ・ラ内にある川口駅前行政センターや川口市立中央図書館をはじめ、川口総合文化センター（リリア）などの市を代表する施設が周辺に立地する。駅自由通路と駅前の施設はペデストリアンデッキで結ばれており、2005年から2006年にかけてかわぐちキャスティやキュポ・ラの建設に伴って増床・接続された。駅前東口の地下駐輪場は以前は埼玉県内において唯一の地下街であり、各種の商店があった。また、駅周辺の住民並びに新荒川大橋の周辺の住民達は、地理的・経済的に東京都北区の赤羽と密接に交流を行う傾向がある。そして、2010年10月に東口のエスカレーターと駅構内の間にある5 mほどの場所に雨天の際に傘をささなくても雨でぬれないようにするための屋根が設置された。また、非喫煙者を受動喫煙から守り健康を維持するために、駅周辺においては東口には4か所ある指定の喫煙所以外は禁煙とされている。

### 東口

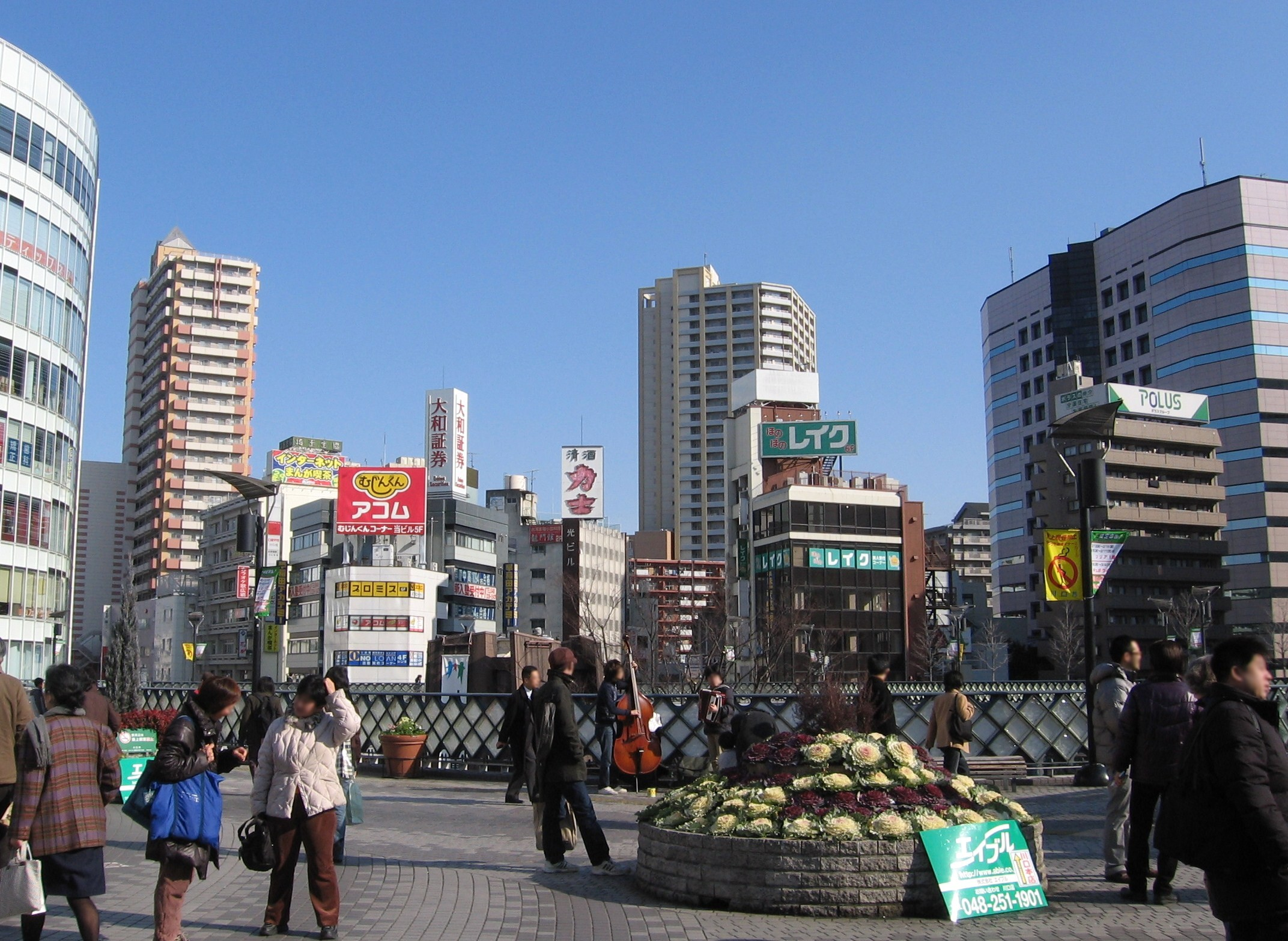
駅東口・南側

大小さまざまな商業施設や商店、高層建築物が立地する。加えてキュポ・ラ内の映像情報メディアセンターや新しい川口市立中央図書館をはじめとした行政施設やマンションの建設ラッシュも進んでいる。
- ららテラス川口（商業施設、旧・そごう川口店）
- キュポ・ラ（商業施設・行政施設など）
  - マルエツ 川口キュポラ店（1階）
  - 川口市役所 川口駅前行政センター（4階、土日も業務を実施）
  - 川口市立中央図書館（5階と6階）
  - メディアセブン（7階）
- かわぐちキャスティ（商業施設）
  - 埼玉りそな銀行 川口支店
- イート川口（娯楽・商業施設、旧・丸井 川口店）
- コモディイイダ 川口東口店
- アリオ川口（商業施設、旧・サッポロビール埼玉工場 - 約700m 徒歩8分）
  - イトーヨーカドー アリオ川口店
  - アトリア
- 川口センタービル
  - 川口商工会議所（8階）
  - 日本年金機構 街角の年金相談センター川口（13階）
- 川口市役所（徒歩11分）
- ミエルかわぐち（商業施設、旧・ダイエー川口店）
- 埼玉高速鉄道線 川口元郷駅 (約1.2km  徒歩約15分) 当駅からバス路線もあり。
- 川口パブリックゴルフ場
- 元郷氷川神社
- 川口神社
- 川口郵便局
  - ゆうちょ銀行川口店
- 川口駅前郵便局
- 川口市立医療センター
  - 川口市立医療センター付属本町診療所
- 博慈会記念総合病院
- 川口工業総合病院 (約1.4km 徒歩約15-20分) 当駅からバス路線もあり。
- 寿康会病院
- 岡崎病院
- 河合病院
- 川口誠和病院
- 武南病院
- SKIPシティ
- 都市農業公園
- 川口市立高等学校
- 埼玉県立鳩ヶ谷高等学校
- 埼玉県立川口高等学校
- ドン・キホーテエッセンス 川口駅前店

### 西口
- 川口総合文化センター（リリア）
- リプレ 商業施設
- オーケー 川口店
- コモディイイダ仲町店
- 川口西公園（リリアパーク）
- 河合塾 川口校
- 川口駅西口郵便局
- 川口スプリングレーンズ
- 川口市立西スポーツセンター

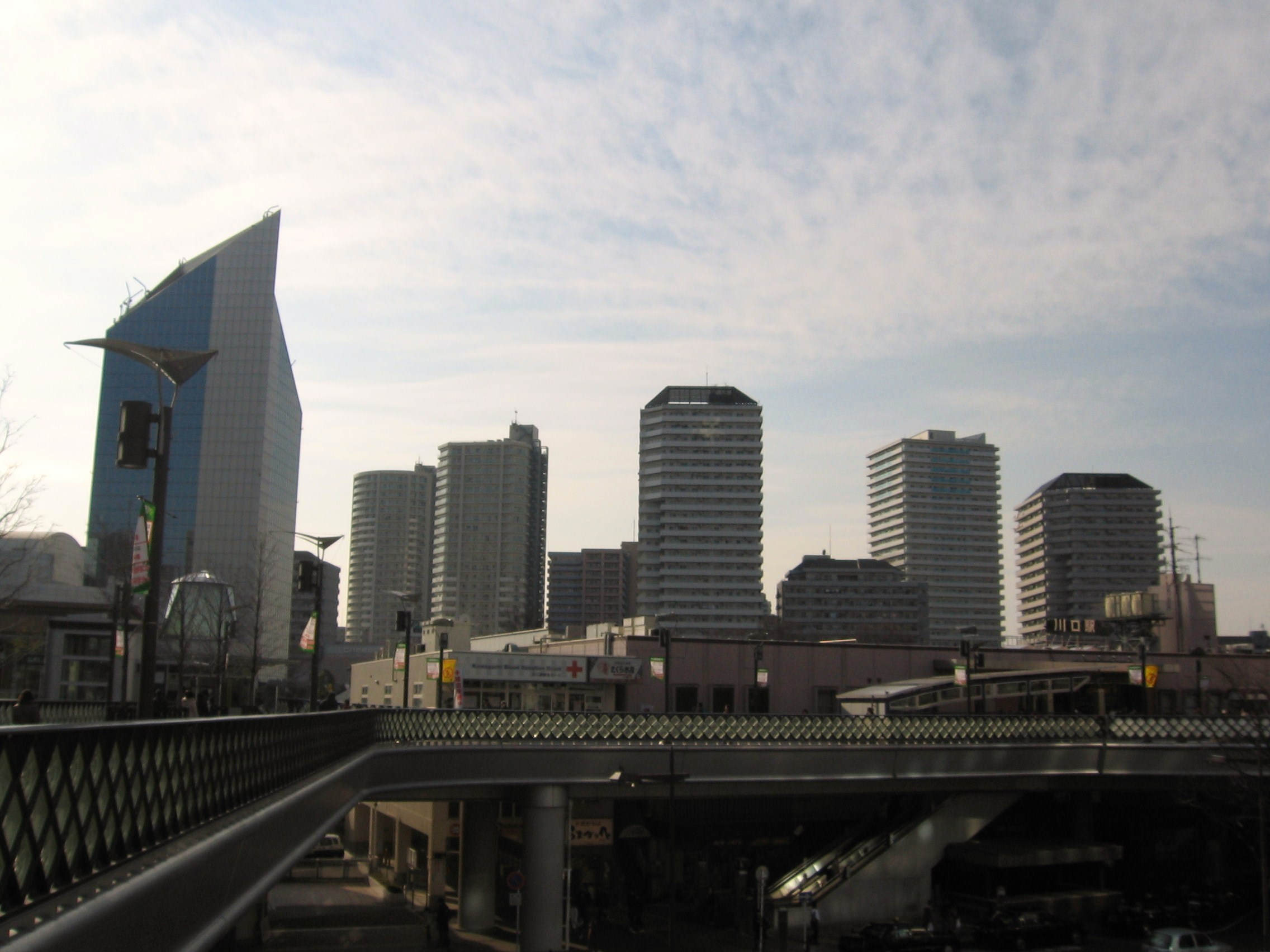
駅西口・正面

- 飛鳥ドライビングカレッジ川口（旧・チサン自動車教習所）
- ララガーデン川口
  - ヨークマート フードセントラル ララガーデン川口店
- 埼玉県済生会川口総合病院
- 川口市浮間ゴルフ場
- 東横INN川口駅前

## バス路線

### 川口駅東口
岩手県交通・京浜急行バス・国際興業バス・東武バスセントラル・小湊鉄道が運行する路線が発着する。
| 乗り場                          | 運行事業者                | 系統・行先                                                                                                  | 備考                                                                                          |
| ------------------------------- | ------------------------- | --- | --------------------------------------------------------------------------------------------- |
| 1                               | 国際興業バス              | 川02：東領家循環 川02-2：東領家一丁目                                                                       | 「川02-2」は平日1本のみ運行                                                                   |
| 2                               | 国際興業バス              | 川15：谷在家駅循環 川15-3：皿沼不動                                                                         | 「川15-3」は1日1本のみ運行                                                                    |
| 3                               | 国際興業バス              | 川04：舎人団地 川14-2：舎人駅 川16：弥平町循環                                                              | 「川04」は深夜バス運行 「川14-2」は平日1本のみ運行 「川16」は平日土曜朝運転                   |
| 4                               | 国際興業バス              | 川01：朝日三丁目 川05：蕨駅東口 川05-2：上青木五丁目                                                        |                                                                                               |
| 5                               | 国際興業バス              | 川07：サンテピア                                                                                            | 深夜バス運行                                                                                  |
| 6                               | 岩手県交通                | イーハトーブ号：紫波中央駅                                                                                  |                                                                                               |
| 6                               | 京浜急行バス 国際興業バス | 空港連絡バス：川口元郷駅 / 羽田空港                                                                         | 長期運休中                                                                                    |
| 6                               | 小湊鉄道                  | LCB：成田空港                                                                                               |                                                                                               |
| 7                               | 国際興業バス              | 川19：戸塚安行駅 川20：東川口駅南口                                                                         | 「川20」は深夜バス運行                                                                        |
| 8                               | 国際興業バス              | 川23：新井宿駅                                                                                              |                                                                                               |
| 9                               | 国際興業バス              | 川18：鳩ヶ谷公団住宅                                                                                        |                                                                                               |
| 11                              |                           | |                                                                                               |
| 国際興業バス 東武バスセントラル | 川11・川12：草加駅西口    | |                                                                                               |
| 12                              | 国際興業バス              | 川13：峯八幡宮 川13-2：西沼 川22・川25：安行出羽 川22-2：原                                                 | 「川13」は深夜バスを除く 「川13-2」は川口車庫への入庫便 「川22」は朝のみ運転                  |
| 14                              | 国際興業バス              | 川80：十二月田中学校                                                                                        | 朝夕のみ運行                                                                                  |
| 16                              | 国際興業バス              | 川13：峯八幡宮                                                                                              | 深夜バスのみ運行                                                                              |
| 17                              | 国際興業バス              | 川21・川21-4：鹿浜・領家循環 川21-2：領家市営住宅 川24・川24-3：元郷・エルザタワー循環 川24-1：元郷五丁目南 | 「川21-4」は始発 - 8時台に運転 「川21-2」は1日1本のみ運行 「川24」は前乗り 「川24-3」は朝運転 |
| －                              | 国際興業バス              | 赤11：南浦和駅西口 赤12：東浦和駅                                                                           | 深夜バス、降車専用                                                                            |

### 川口駅西口
国際興業バス・みんななかまバス（川口市コミュニティバス） の路線が発着する。また、上下水道製造の前澤工業の従業員向けのバスも発着する。
| 乗り場 | 運行事業者       | 系統・行先                                                            | 備考         |
| ------ | ---------------- | --------------------------------------------------------------------- | ------------ |
| 1      | 国際興業バス     | 川51：西川口駅西口                                                    |              |
| 2      | 国際興業バス     | 川50：前新田循環                                                      |              |
| 3      | みんななかまバス | 川口01：鳩ヶ谷駅東口（川口・鳩ヶ谷線） 川口02：鳩ヶ谷駅東口（青木線） | 平日土曜運転 |
| 4      | 国際興業バス     | 貸切：前澤工業株式会社                                                | 従業員専用   |

## 隣の駅
東日本旅客鉄道（JR東日本）
 京浜東北線
■快速・■各駅停車
西川口駅 (JK 40) - 川口駅 (JK 39) - 赤羽駅 (JK 38)

### 記事本文